# نیکی آموکا-برد
نیکی آموکا-برد (انگلیسی: Nikki Amuka-Bird؛ زادهٔ ۱۰ مارس ۱۹۷۶) یک هنرپیشه اهل بریتانیا است.
از فیلم‌ها یا برنامه‌های تلویزیونی که وی در آن نقش داشته است، می‌توان به کوریولانوس، کواری و صورت یک فرشته اشاره کرد.